# Lawyer Lawyer
Pour plus de détails, voir Fiche technique et Distribution.
Lawyer Lawyer (算死草, Suen sei cho) est une comédie hongkongaise co-écrite, produite et réalisée par Joe Ma (en) et sortie en 1997 à Hong Kong.
Sorti l'année de la rétrocession de Hong Kong à la Chine, ce film traite spécifiquement de la question de la justice et peut être interprété comme répondant aux craintes de la prise de contrôle par la république populaire de Chine et à l'incertitude générale qui régnait chez les habitants de Hong Kong. Son message est qu'une vision normative de la justice peut prévaloir sur toute tyrannie, suggérant que la connaissance du droit et de la liberté d'expression est plus forte que la force brute (incarnée par les procès et les tribulations de Chang Mong-gut contre d'innombrables antagonistes).
Il totalise 27 163 795 HK$ de recettes à Hong Kong et 4 498 090 NT$ à Taïwan.

## Synopsis
Durant la dynastie Qing, l’avocat Chan Mong-gut (Stephen Chow), considéré comme le « 3ème pire avocat de Chine », doit défendre son apprenti Foon (Eric Kot (en)) accusé de meurtre.

## Fiche technique
- Titre : Lawyer Lawyer
- Titre original : 算死草
- Réalisation : Joe Ma (en)
- Scénario : Joe Ma (en) et Wong Ho-wa
- Musique : Lincoln Lo
- Photographie : Cheung Man-Po
- Montage : Cheung Ka-fai (en) et Kong Chi-leung
- Production : Joe Ma (en)
- Société de production : Brilliant Idea Group
- Société de distribution : Mei Ah Entertainment
- Pays d'origine :  Hong Kong
- Langue : cantonais
- Genre : comédie
- Durée : 85 minutes
- Date de sortie :
  - Hong Kong : 1er août 1997
  - Taïwan : 22 août 1997

## Distribution
- Stephen Chow : Chan Mong-gut
- Eric Kot (en) : Foon
- Karen Mok
- Chingmy Yau
- Law Kar-ying
- Cheung Tat-ming (en)
- Vincent Kok (en)
- Tats Lau
- Paul Fonoroff
- Bowie Lam
- Spencer Lam (en)
- Lee Siu-kei
- Simon Lui (en)
- Wyman Wong (en)
- Moses Chan (en)
- Chung King-fai
- Bobby Yip
- Lee Kin-yan
- Quinton Wong
- Madam Nancy
- Tin Kai-man (en)